# Soham, New Mexico
Soham, New Mexico (енгл. Soham) насељено је место без административног статуса у америчкој савезној држави Њу Мексико.

## Демографија
По попису из 2010. године број становника је 210.
| Група             | 2000.    | 2010.       |
| Белци             | 0 (0,0%) | 23 (11,0%)  |
| Афроамериканци    | 0 (0,0%) | 0 (0,0%)    |
| Азијати           | 0 (0,0%) | 0 (0,0%)    |
| Хиспаноамериканци | 0 (0,0%) | 184 (87,6%) |
| Укупно            | 0        | 210         |